# Goralská nářečí
Goralská nářečí jsou skupina dialektů podél karpatského oblouku na území Polska, Slovenska, a Česka (část Těšínského Slezska). Jedná se o nářečí polského původu, ovlivněná valašskou kolonizací.
Na Slovensku se pojmem goralé označují pouze goralé žijící na území Slovenska (Kysuce, Orava, Spiš).

## Čadecko
Na Čadecku se dělí goralská nářečí na dvě skupiny. První skupina na severovýchod od Čadce (Svrčinovec, Čierne, Skalité, Oščadnica) zachovala poměrně dobře polské nářeční rysy. Druhou skupinou (obce na linii Makov-Čadca a Horelica) jsou dnes již značně poslovenštěná nářečí dříve polského typu.
Čadecká nářečí vznikla po smísení dvou kolonizačních proudů, ze Slezska a z Malopolska. Pro tato nářečí je charakteristické slití sykavkových řad ś, ź, ć, dź a š, ž, č, dž buď v ś, ź, ć, dź (na východě) nebo v poloměkké š, ž, č, dž (na západě). Mazuří pouze Skalité (malopolský jev).
Čadecká nářečí se používají také v několika dědinách v rumunské části Bukoviny, kam přišli Goralé z Kysuc (zejména z Oščadnice) na začátku 19. století.